# St. Florian am Inn
St. Florian am Inn ist eine Marktgemeinde in Oberösterreich im Bezirk Schärding im Innviertel mit 3225 Einwohnern (Stand 1. Jänner 2025). Die Gemeinde liegt im Gerichtsbezirk Schärding.

## Geografie
St. Florian am Inn liegt auf 321 m Höhe im Innviertel. Die Ausdehnung beträgt von Nord nach Süd 8,3 km, von West nach Ost 5,3 km.
Die Gesamtfläche beträgt 24,1 km². 19,1 % der Fläche sind bewaldet, 63,5 % der Fläche sind landwirtschaftlich genutzt. Im Gemeindegebiet liegt das Inn-Kraftwerk Schärding-Neuhaus der ÖBK, das im Oktober 1961 nach 3-jähriger Bauzeit in Betrieb ging.

### Gemeindegliederung
Das Gemeindegebiet umfasst folgende 24 Ortschaften (in Klammern Einwohnerzahl Stand 1. Jänner 2025):
- Aigerding (85)
- Allerding (89)
- Badhöring (189)
- Bubing (562)
- Buch (15)
- Edt (80)
- Etzelsdorf (17)
- Gopperding (110)
- Grub (21)
- Haid (245)
- Kalchgrub (10)
- Oberhofen (12)
- Oberteufenbach (44)
- Otterbach (25)
- Pramerdorf (270)
- Pramhof (259) samt Hochreiter und Weinberg
- Rahaberg (3)
- Rainding (73)
- Samberg (13)
- St. Florian am Inn (427)
- Steinbach (48)
- Stocket (297)
- Unterteufenbach (261) samt Au
- Vielsassing (70)

Die Gemeinde besteht aus den Katastralgemeinden Otterbach, Pramhof, St. Florian am Inn und Unterteufenbach.

### Nachbargemeinden
| Schärding      | Brunnenthal                                 | Rainbach im Innkreis    |
| Neuhaus am Inn | Kompassrose, die auf Nachbargemeinden zeigt | Taufkirchen an der Pram |
| Suben          | St. Marienkirchen bei Schärding             |                         |

## Geschichte

### Überblick
Die Hügelgräber im Lindetwald zeugen von der vorgeschichtlichen Besiedlung des Gemeindegebietes.
Die erste urkundliche Erwähnung St. Florians erfolgte um 1150 und betrifft die Kirche und einen dazugehörigen Maierhof (heute Frankenberger). Zur Zeit der frühen Kirchenorganisation im Mittelalter war der Ort Sitz der Urpfarre St. Weihflorian. Als eigenständige Pfarre wurde St. Weihflorian erstmals 1182 bezeichnet, als sie zusammen mit der Pfarre Tettenweis dem Passauer „Innbruckamt“ inkorporiert wurde, welches dem St. Ägidien-Spital in der Innstadt unterstand. Der Sprengel der Pfarre St. Weihflorian war sehr ausgedehnt: Er lag zwischen dem Wirkungsbereich der Urpfarre St. Severin sowie dem der Urpfarre Münsteuer und umfasste das Gebiet der heutigen Pfarren Brunnenthal, Schärding, St. Florian am Inn, Suben, St. Marienkirchen und Eggerding, dazu außerdem Anteile der heutigen Pfarren Taufkirchen, Lambrechten und Rainbach.
In der Ortschaft Teufenbach (heute verwaltungsmäßig geteilt in Ober- und Unterteufenbach) befand sich ein Wasserschloss, das 1721 auch von Michael Wening in einem Kupferstich abgebildet wurde. Reste davon sind erhalten. Die Grablege der Schlossbesitzer von Teufenbach befindet sich in der Pfarrkirche von St. Florian. Aus der ältesten Besitzerfamilie dieses Schlosses stammte Ortholf von Teufenbach, er war 1326 bis 1329 und 1335 bis 1346 Propst von Stift Reichersberg.
Bis 1779 war St. Florian unter bayerischer Landeshoheit, ehe es in jenem Jahr nach dem Frieden von Teschen zusammen mit den östlich des Inn gelegenen Gebieten des kurfürstlichen Rentamtes Burghausen, die bis dahin „Innbaiern“ geheißen hatten, als „Innviertel“ zu Österreich kam. Der Untere Inn, der bis dahin in erster Linie ein Handelsweg innerhalb Bayerns gewesen war, wurde damit zum Grenzfluss zwischen dem Kurfürstentum Bayern und Österreich ob der Enns.  Während der Napoleonischen Kriege ab 1810 bayerisch, gehört St. Florian seit 1816 (Vertrag von München) wieder zu Oberösterreich.
Nach dem Anschluss Österreichs an das Deutsche Reich am 13. März 1938 gehörte der Ort zum Gau Oberdonau. Nach 1945 erfolgte die Wiederherstellung Oberösterreichs.
Segelflugversuche begannen nach dem Zweiten Weltkrieg schon in der Besatzungszeit ab 1953 per Gummiseilstart „von der Wiese beim Steinernen Bankerl“.
In den Ortschaften Allerding und Gopperding betrieb die Kapsreiter-Gruppe aus Schärding große Steinbrüche, die später von der Schärdinger Granit AG übernommen wurden. Die OÖ Landesregierung hat mit Beschluss von 19. Juni 2006 die Gemeinde zum Markt erhoben.

### Einwohnerentwicklung
1991 hatte die Gemeinde laut Volkszählung 2.717 Einwohner, 2001 dann 2.990 Einwohner. Dieses starke Wachstum war möglich, da sowohl die Geburtenbilanz als auch die Wanderungsbilanz positiv waren. Von 2001 bis 2011 gab es eine leichte Abwanderung, wegen der hohen Geburtenbilanz stieg die Bevölkerungszahl auf 3.089 Personen.

## Kultur und Sehenswürdigkeiten
- Pfarrkirche St. Florian am Inn
- Filialkirche Teufenbach
- Schloss Teufenbach
- Hügelgräber im Lindetwald
- Ehemaliges Schlösschen Vielsaßing
- Landwirtschaftliche Fachschule Otterbach

## Wirtschaft und Infrastruktur

### Wirtschaft

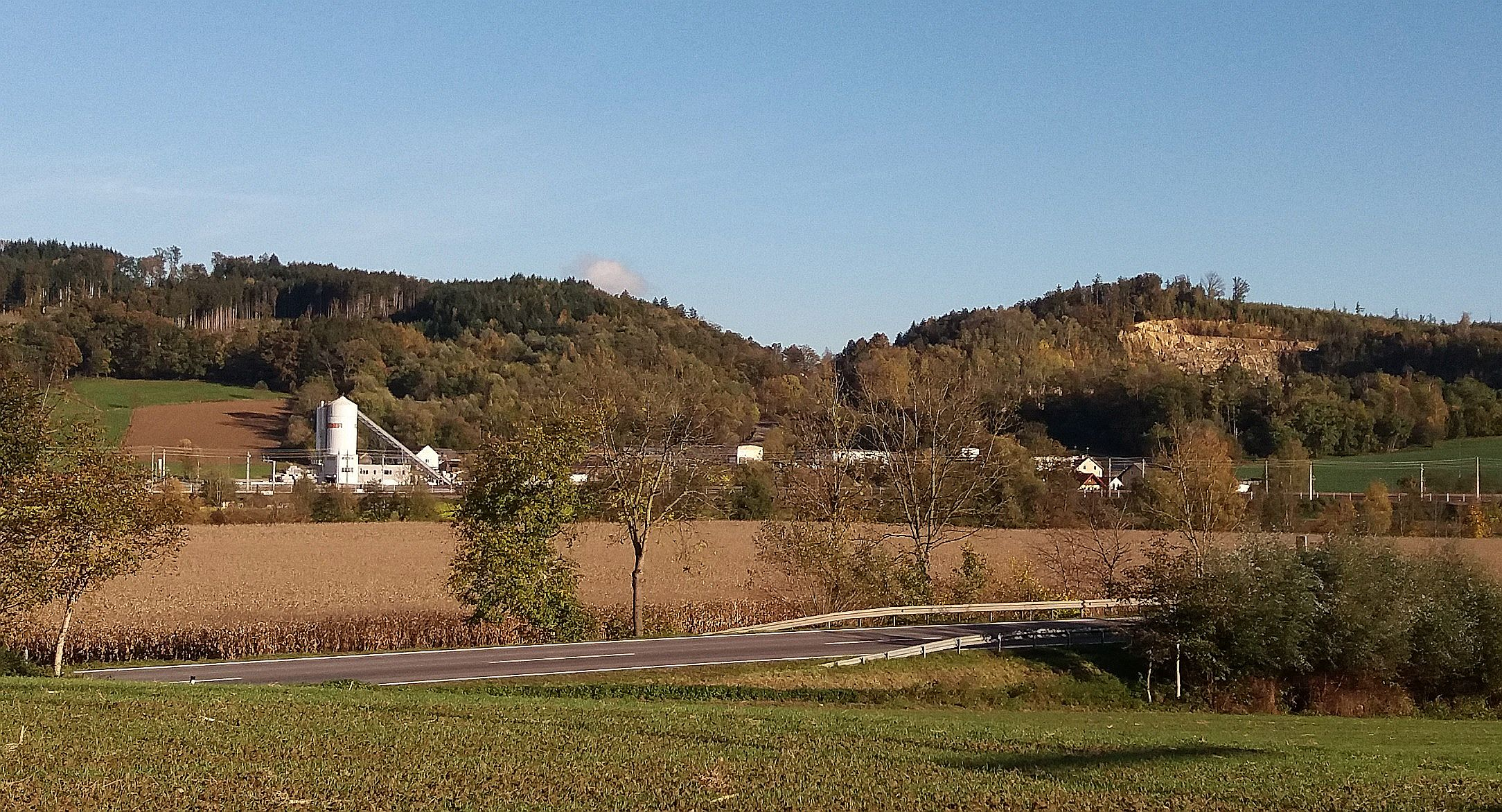
Steinbruch Gopperding

Der Wirtschaftsstandort St. Florian profitiert von seiner Lage nahe zu Schärding, die gute Verkehrsanbindung an die Bahnlinie von Wels nach Passau und die Innviertler Straße B137 sowie die Subener Straße B149, die eine Anbindung an die Innkreis-Autobahn A8 herstellt.
- Der Großhändler Weyland GmbH hat seinen Firmensitz in St. Florian am Inn.
- Die EV Group hat ihren Hauptsitz in St. Florian am Inn. Sie besitzt Niederlassungen in den USA, Japan, Korea, Taiwan und China. Insgesamt beschäftigt das Unternehmen über 1000 Mitarbeiter.

### Infrastruktur
- Bildung: Neben zwei Kindergärten befinden sich eine Volksschule und eine landwirtschaftliche Berufsschule in der Gemeinde.[11]
- Eisenbahn: Im Gemeindegebiet halten Regionalzüge in Gopperding. Der nächste Bahnhof ist vier Kilometer entfernt in Schärding.[12][13]
- Straße: Die Autobahnauffahrt auf die Innkreis-Autobahn liegt sechs Kilometer südlich des Ortszentrums.[13]

## Politik
Bürgermeister ist Bernhard Brait von der ÖVP. Bei der Gemeinderatswahl 2021 erreichte die ÖVP 12, die SPÖ 7 und die FPÖ 6 Mandate.

### Wappen
Blasonierung: Von Grün und Rot durch drei Wellenleisten, die äußeren silbern, die mittlere rot, erniedrigt geteilt; oben ein silberner Mühlstein mit einem goldenen, anstoßenden Endrautenkreuz in der grünen, quadratischen und auf der Spitze stehenden Höhlung. Die Gemeindefarben sind Gelb-Rot.

## Persönlichkeiten

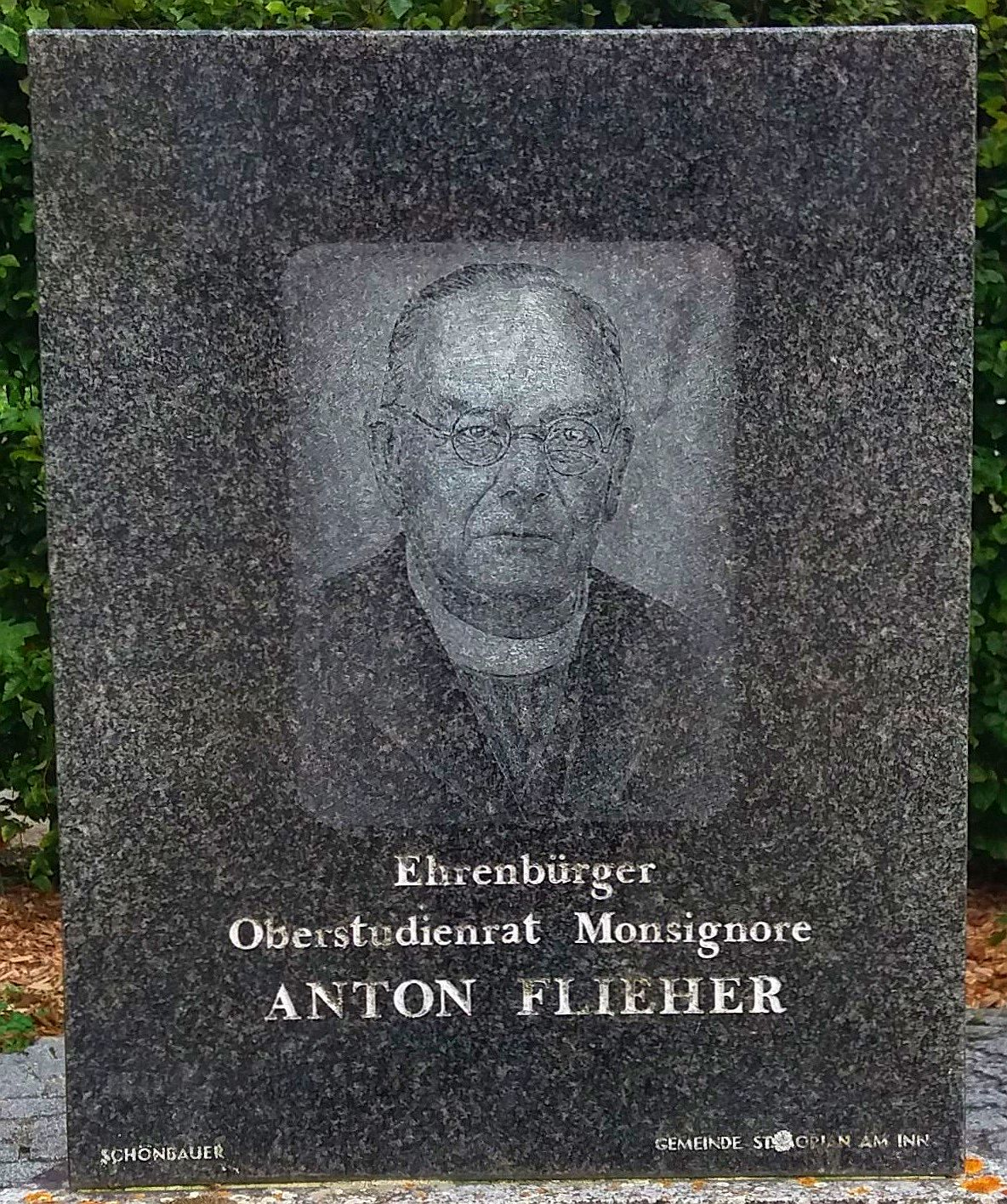
Denkmal für Monsignore Anton Flieher in Unterteufenbach

- Ludwig Schlager (1828–1885), Psychiater
- Anton Flieher (1881–1972), Monsignore, Oberstudienrat, Ehrenbürger
- Ferdinand Frankenberger (1886–1956), Bürgermeister, Landtags- und Nationalratsabgeordneter
- Matthias Duscher (1891–1967), Bürgermeister, Landtags- und Nationalratsabgeordneter
- Ferdinand Doblhammer (1892–1954), Eisenbahner und Landtagsabgeordneter
- Hans Kinzl (1898–1979), Geograph und Hochgebirgsforscher, Namensgeber für die Kinzl Crests in der Antarktis
- Pater Emmerich Doninger (1914–1964), Ordenspriester, Pädagoge, Künstler
- Josef Ortner (1925–1988), Finanzbeamter, Landtags- und Nationalratsabgeordneter
- Rudolf Wegschaider (1927–2012), Bürgermeister (1975–1994), Ehrenbürger und Träger des Goldenen Ehrenringes
- Walter Huber (1931–2020), Pfarrer von St. Florian (1965–2011), Konsistorialrat und Ehrenbürger
- Johann Brait (* 1937), Politiker (ÖVP), ehemaliger Landtagsabgeordneter
- Josef Weidenholzer (* 1950), Politiker (SPÖ), ehemaliger EU-Abgeordneter
- Helga Hofer (* 1955), Textilkünstlerin, Malerin und Herausgeberin